# TVN

Logo TVN używane w latach 1997–2024

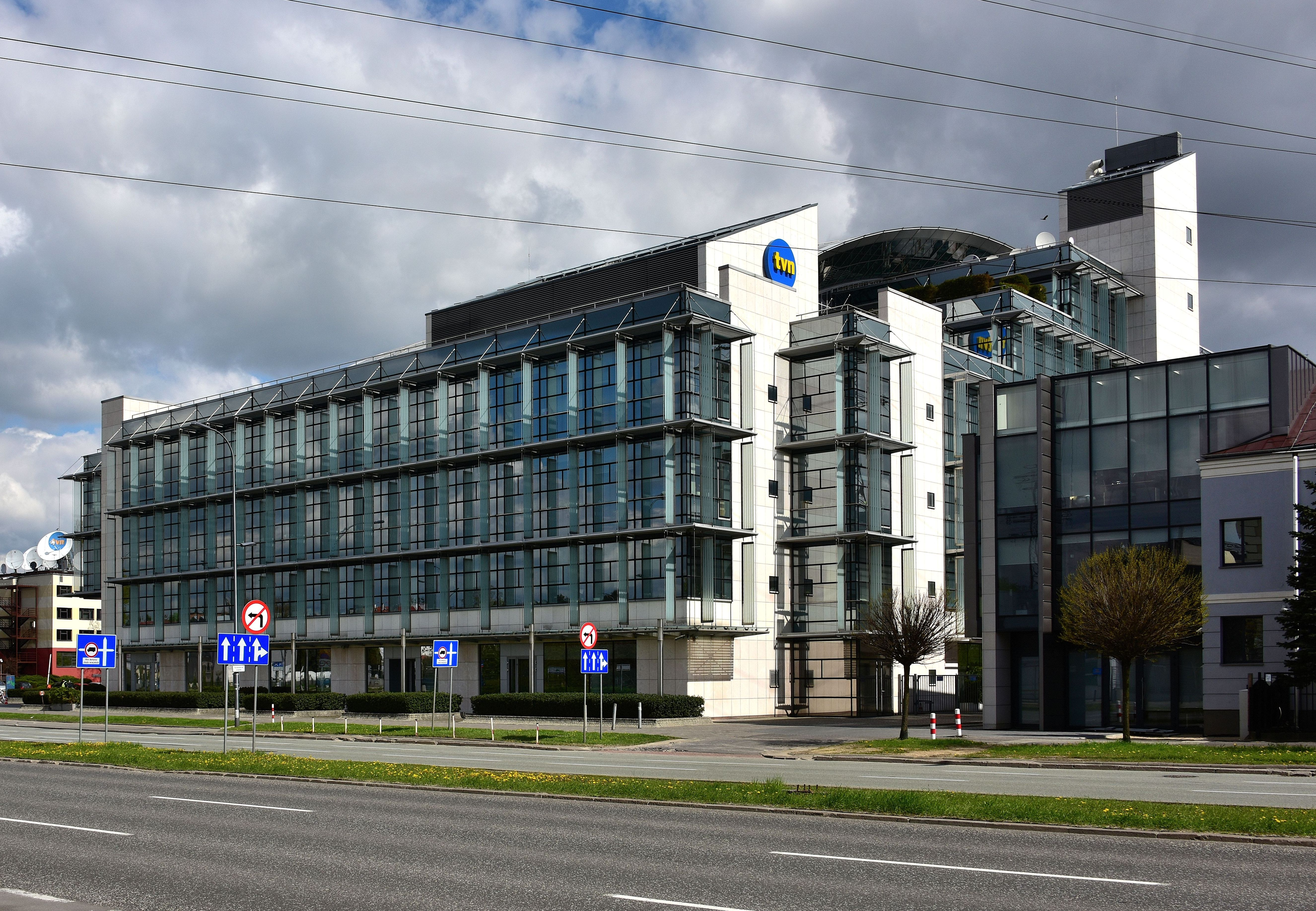
Główna siedziba TVN w budynku Media Business Centre przy Wiertniczej 166 w Warszawie

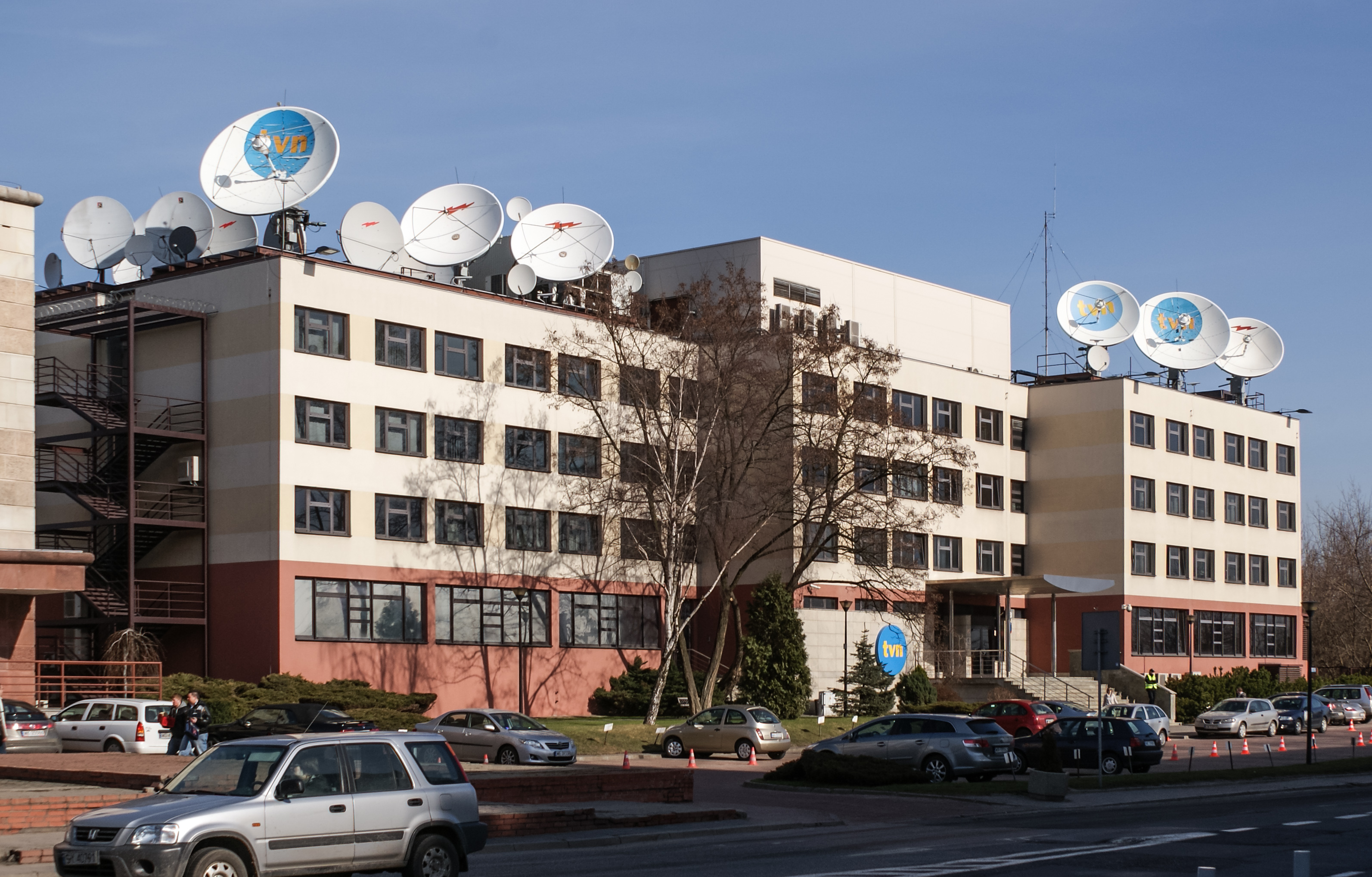
Budynek biurowy przy ul. Augustówka 3. Pierwsza siedziba TVN.

TVN – polska komercyjna stacja telewizyjna, wchodząca w skład Grupy TVN, dawniej należącej do 2015 roku do grupy medialnej ITI, następnie w latach 2015–2018 do Scripps Networks Interactive, w latach 2018–2022 do Discovery, a od 2022 roku do koncernu Warner Bros. Discovery. Stacja rozpoczęła nadawanie 3 października 1997 o godz. 19.00.

## Historia
15 października 1996 (choć według innych źródeł w lutym 1996) TVN otrzymała od Krajowej Rady Radiofonii i Telewizji koncesję na nadawanie programu telewizyjnego o zasięgu ponadregionalnym na obszarze północnej i centralnej Polski. W kilka miesięcy później doszło do zawarcia porozumienia pomiędzy TVN a nadającą ponadregionalny program w Polsce południowej Telewizją Wisła – dzięki połączeniu sił, sprzymierzone stacje były w stanie rozpocząć nadawanie na większości powierzchni kraju, w tym w niemal wszystkich większych miastach. Obie firmy pozostawały jednak niezależnymi spółkami ze wspólnym właścicielem. Ten stan rzeczy trwał do końca 2004 i ostatecznego wcielenia „Wisły” do TVN.
Pierwszy wspólny program wyemitowano 3 października 1997 o 19:00, zaś od godziny 19:25 był emitowany pierwszy program TVN – Pogodowa Ruletka prowadzony przez Tomasza Zubilewicza, zaś pięć minut później wyemitowano pierwsze wydanie Faktów TVN. Przez pierwsze cztery lata prezesem telewizji był jej twórca, Mariusz Walter. W lipcu 2001 jego obowiązki przejął jego syn, Piotr Walter. Obowiązki te sprawował do września 2009, kiedy to nowym prezesem został Szwajcar Markus Tellenbach.
Pierwszym dyrektorem programowym stacji był Adam Górczyński. We wrześniu 1998 stanowisko to objął Edward Miszczak.
Przez całą swoją historię stacja miała jednak problemy z objęciem zasięgiem całego kraju – w 2004 docierała do 86% powierzchni Polski. Stacja systematycznie budowała oglądalność, stawiając głównie na produkcję własną i licencjonowaną (m.in. magazyny reporterskie Superwizjer, Uwaga!, teleturniej Milionerzy, reality shows Agent i Big Brother). Ten ostatni program ustanowił dotychczasowy rekord oglądalności stacji – jego finałowy odcinek w marcu 2001 obejrzało 9 mln telewidzów.
Od początku wizytówką stacji był jednak program informacyjny Fakty, współtworzony i początkowo prowadzony przez Tomasza Lisa i Grzegorza Miecugowa. Program początkowo emitowano o godzinie 19:30, w porze nadawania przez TVP najpopularniejszego programu informacyjnego w Polsce, Wiadomości. Po kilku miesiącach Fakty zmuszone zostały przez słabe wyniki do przesunięcia pory nadawania na godzinę 19:00, lecz próba zaatakowania tradycyjnie bardzo silnej pozycji programu telewizji publicznej przyniosła znakomite rezultaty propagandowe i pomogła wykreować dla Faktów wizerunek realnej alternatywy dla programów informacyjnych telewizji publicznej.
23 września 2001 TVN jako pierwsza w Polsce komercyjna stacja telewizyjna zrealizowała wieczór wyborczy, nadając na żywo relacje z wyborów parlamentarnych. Rezultaty sondaży powyborczych przedstawione przez TVN okazały się szybsze i dokładniejsze od tych prezentowanych przez telewizję publiczną. Od 2 września do 4 września 2005 telewizja TVN po raz pierwszy zorganizowała Sopot Festival. Umowa na organizacje imprezy została podpisana na pięć lat. Po upływie tej umowy w 2009 TVN zrezygnował z organizacji tej imprezy. W latach 2005–2009 TVN emitował w listopadzie widowisko „Domino Day”. W 2007 TVN został realizatorem polskiej wersji lektorskiej niektórych seriali. 31 grudnia 2007 TVN po raz pierwszy pokazał imprezę sylwestrową. Była ona emitowana z Warszawy. Z powodu słabej oglądalności TVN zrezygnował z ich organizacji na sześć lat.
Od 2008 TVN angażuje się w organizację Finału Wielkiej Orkiestry Świątecznej Pomocy. Organizacji podejmowała się z Telewizją Polską, która była związana z tą akcją od 1993 do 2016, a w 2010 organizacji podjęło się również z Canal+.
15 grudnia 2008 TVN, jako ostatnia polska stacja telewizyjna, zakończył analogowe nadawanie satelitarne.
1 września 2009 Piotra Waltera na stanowisku prezesa Grupy TVN zastąpił Szwajcar Markus Tellenbach. Piotr Walter od 1 września został wiceprezesem i dyrektorem generalnym TVN. Stacja TVN oraz Orange są organizatorami Orange Warsaw Festival – cyklicznej imprezy muzycznej, która odbyła się do tej pory we wrześniu 2009, sierpniu 2010 i czerwcu 2012.
Od 15 czerwca 2011 nadaje w formacie panoramicznym 16:9.
17 czerwca 2013 TVN wyłączyło ostatnie analogowe nadajniki naziemne i od tego dnia TVN drogą naziemną jest nadawany tylko cyfrowo.
31 grudnia 2013 TVN ponownie po sześciu latach przerwy pokazał imprezę sylwestrową, ale tym razem z Krakowa. Sylwester TVN obejrzało średnio 1,35 mln widzów przy udziałach 9,99%. Wśród artystów na koncercie TVN znaleźli się m.in. Monika Brodka, Perfect, Lady Pank, Agnieszka Chylińska, Dawid Podsiadło, Feel, czy też grupa Future Folk. Gospodarzami show byli Patricia Kazadi, Agnieszka Szulim, Marcin Prokop i Olivier Janiak.
W 2015 Grupa TVN przestała być notowana na GPW.
W lipcu 2016 Markus Tellenbach zrezygnował z funkcji szefa zarządu i dyrektora generalnego TVN. Nowym prezesem TVN, po przejęciu 52.7% akcji przez Scripps Networks Interactive został Jim Samples.
Prezesem TVN od maja 2018 był Piotr Korycki, który we wrześniu 2020 złożył rezygnację ze stanowiska. Jego obowiązki przejęła Katarzyna Kieli.

7 lipca 2021 w polskim Sejmie rozpoczął się proces legislacyjny mający na celu przedstawienie i wdrożenie poselskiego projektu ustawy o zmianie ustawy o radiofonii i telewizji, którego założeniem jest wstrzymanie udzielania koncesji na nadawanie podmiotom spoza Europejskiego Obszaru Gospodarczego, których udziały w spółce będącej właścicielem medium telewizyjnego nadającego na terenie Polski przekraczają 49%. Podczas głosowania na posiedzeniu Sejmu 11 sierpnia 2021 projekt ustawy (nazwanej potocznie „lex anty-TVN”) został zaakceptowany przez Sejm i przesłany do Senatu. W przypadku wdrożenia nowelizacji spółka-matka stacji, Discovery, Inc., zostałaby zmuszona do sprzedaży co najmniej 51% swoich udziałów podmiotowi lub podmiotom spełniającym warunki znowelizowanego prawa. 
W czerwcu 2022 ze stacją rozstał się wieloletni dyrektor programowy Edward Miszczak. W lipcu 2022 tę funkcję przejęła Lidia Kazen, obejmując nowo utworzone stanowisko dyrektora kanału TVN.
Od początku nadawania do września 2024 lektorem programowym stacji był Andrzej Ferenc. We wrześniu 2024 na tym stanowisku zastąpił go Radosław Popłonikowski.
1 marca 2024 roku wprowadzono nową identyfikację wizualną, w ramach której po raz pierwszy w historii zmieniono barwy stacji. Hasło stacji brzmi „TVN to coś, co nas łączy”. Za projekt odpowiada argentyńska firma Superestudio.

## Stacje pokrewne

### TVN HD

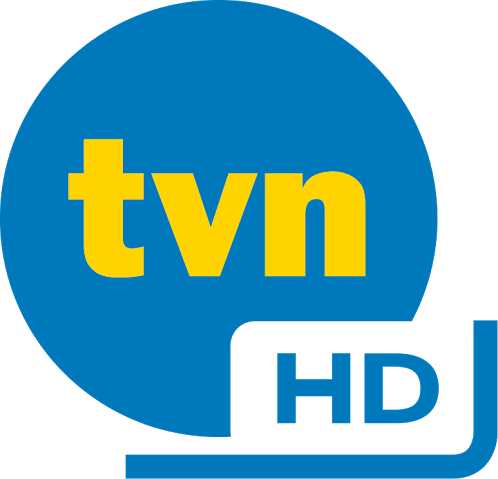
Logo TVN HD, używane w latach 2007–2024

TVN HD został uruchomiony 28 sierpnia 2007. Dla klientów posiadających platformę N TVN HD udostępniony został już 31 sierpnia 2007 r. Kanał jest retransmisją oryginalnego kanału TVN w czasie rzeczywistym, lecz nadającym obraz w rozdzielczości 1080i i w proporcji 16/9. Materiał w rozdzielczości SD jest upscalowany do rozdzielczości 1080i. W wakacje 2009 zostały wprowadzone nowe dżingle – w jakości HD. Zgodnie z zapowiedzią Piotra Waltera przekazaną mediom w lutym 2010, TVN z całością ramówki emitowanej w standardzie HDTV dostępny był już pod koniec 2010. Od 5 maja 2011 kanał oprócz na platformie n dostępny jest także w Cyfrowym Polsacie. Od 28 października 2011 kanał TVN HD można również oglądać w Cyfrze+. 1 marca 2024 stacja zrezygnowała z emisji wersji logotypu z dopiskiem HD.
Na początku swego istnienia kanał nadawany był w rozdzielczości 720p i oznaczony jako TVN TEST (logo). Logo TVN HD zostało wprowadzone 22 sierpnia 2008, tego samego dnia nastąpił koniec emisji testowej kanału. Tego dnia po raz pierwszy użyto także nowego wozu realizacyjnego OB III telewizji TVN zdolnego do nadawania na żywo w jakości HD.
Od 5 stycznia 2009 stacja nadaje w rozdzielczości 1080i.

### TVN+1
W dzień po zakończeniu emisji sygnału TVN Warszawa za pośrednictwem naziemnej telewizji cyfrowej 1 czerwca 2011 uruchomiono wersję SDTV TVN z godzinnym opóźnieniem pod nazwą TVN+1. Wersja SD tego kanału była nadawana wyłącznie w Warszawie i okolicach. Po powołaniu internetowego serwisu TVN Player, w którym zamieszczano większość pozycji programowych stacji, podjęto decyzję o zakończeniu nadawania kanałów z opóźnieniem czasowym. 3 listopada 2011 zaprzestano emisji TVN+1.

### TVN HD+1

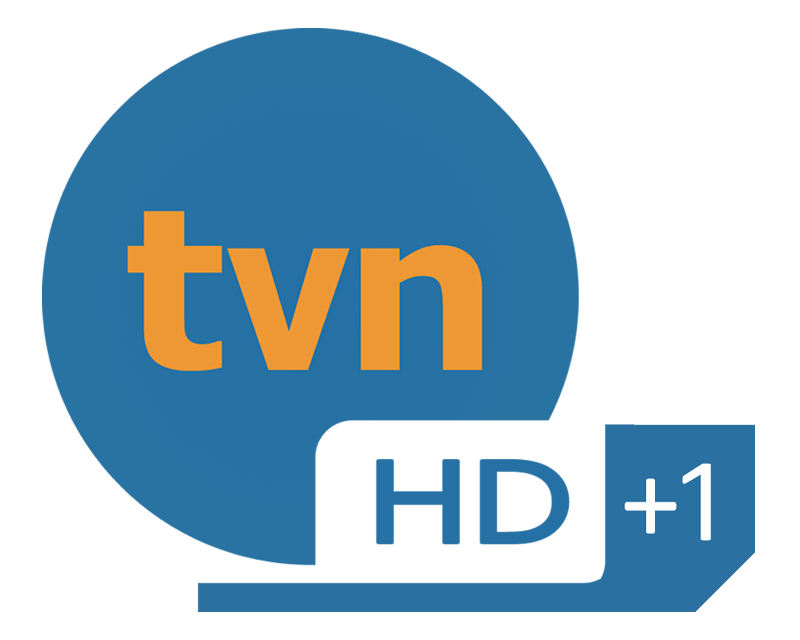
Logo

1 maja 2010 został uruchomiony kanał TVN HD+1, który był kopią kanału TVN HD emitowaną z godzinnym opóźnieniem względem oryginału. Od 5 maja 2011 kanał oprócz na platformie n dostępny był także w Cyfrowym Polsacie. 31 grudnia 2011, zakończono emisję kanału na platformie n. Ze względu na wstawienie pięciu nowych kanałów w Cyfrowym Polsacie, kanał został usunięty 31 stycznia 2012.

## Stacje regionalne
Stacje regionalne TVN to programy, w których emitowano kilkuminutowe wydania regionalnych Faktów w latach 1997–2000. Wystartowały wraz z anteną główną, czyli 3 października 1997 roku. Wcześniej jednak Krajowa Rada Radiofonii i Telewizji przyznała TVN koncesję na nadawanie ponadregionalnego programu telewizyjnego na obszarze Polski północnej oraz koncesje o zasięgu regionalnym: w Warszawie i Łodzi. Telewizje TVN i TV Wisła zdecydowały o nadawaniu wspólnego programu o
nazwie TVN, uwzględniającego pasma regionalne i lokalne. Główna koncesja przyznana dla TVN to koncesja na północną Polskę, po czasie została rozszerzona o Warszawę i Łódź oraz zakupiono udziały w południowej TV Wisła. Z powodu rozczepiania programu tam, gdzie nie można było tworzyć pasm lokalnych, postanowiono je zlikwidować w maju 2000 roku. Pasma te dzieliły się na cztery kanały: TVN Północ, TVN Warszawa, TVN Łódź, TVN Południe.
Znaki graficzne oddziałów lokalnych TVN-u były takie same jak na antenie ogólnopolskiej, z tą różnicą, że podczas emitowania programu lokalnego pod logo umieszczona była nazwa regionu, skąd oglądany był program.

### TVN Północ
Powstała 3 października 1997 jako część stacji TVN. Z jej koncesji na terenie północnej Polski swój program nadawał TVN. Nadawano przez kilkanaście minut dziennie o różnych godzinach informacyjny program „Fakty Północ”. Ostatnie „Fakty Północ” ukazały się 28 sierpnia 1998 roku.

### TVN Południe (dawna Telewizja Wisła)
Powstała 3 października 1997 jako część stacji TVN. Z jej koncesji na terenie południowej Polski swój program nadawał TVN. Nadawano o różnych porach program „Fakty Południe”. Do 2 października 1997 stacja nadawała jako osobny kanał pod nazwą TV Wisła. Tego dnia Krajowa Rada Radiofonii i Telewizji zgodziła się na zmianę nazwy Telewizji Wisła na TVN Południe. Od początku nadawania prezesem telewizji był jej twórca, Mariusz Walter. Telewizja Wisła funkcjonowała jako firma pod nazwą „TVN Południe”, produkując programy studyjne i reporterskie na rzecz TVN.
TVN Południe istniała do wygaśnięcia koncesji na nadawanie programu w południowej Polsce, z której korzystał TVN, aż do wcielenia 1 stycznia 2005 do TVN24. Od 2005 krakowski oddział zmienił nazwę na TVN24 Kraków.

### TVN Warszawa
Telewizja powstała 3 października 1997 początkowo jako kanał regionalny, skierowany do Warszawy i okolic. Był tam nadawany program „Fakty Warszawa” na przemian o 16:30, 17:00 i 17:15. Stacja ta powróciła 15 grudnia 2008 roku o godzinie 17.45 z głównym wydaniem nowego dziennika „Stolica”. Dnia 25 marca 2011 r. zakończono emitowanie programów na żywo, a 31 maja tego samego roku zakończono nadawanie programu telewizyjnego, kontynuując działalność wyłącznie w Internecie.

### TVN Łódź
Wystartowała 3 października 1997. Z jej koncesji w Łodzi swój program nadawał TVN. Nadawano przez kilkanaście minut dziennie informacyjny program „Fakty Łódź”.

## Prezesi TVN
1. Mariusz Walter (1997–2001)[9]
2. Piotr Walter (2001–2009)[9]
3. Markus Tellenbach (2009–2016)[10]
4. Jim Samples (2016–2018)
5. Piotr Korycki (2018–2020)[34]
6. Katarzyna Kieli (od 2024)[35]

Do 22 października 2024 w strukturze organizacyjnej TVN S.A. nie było funkcji prezesa. Po odejściu Piotra Koryckiego Dyrektor Generalną (CEO) TVN została Katarzyna Kieli, prezes i dyrektor zarządzająca Warner Bros. Discovery w Polsce.

## Odbiór kanału[37]
TVN nadaje w ramach drugiego multipleksu naziemnej telewizji cyfrowej (MUX-2) i jej wybranych multipleksów lokalnych. Korzysta w sumie z 51 nadajników. Od 27 czerwca 2022 roku TVN w jakości HD jest dostępny w multipleskie drugim naziemnej telewizji cyfrowej po zmianie standardu nadawania w Polsce z DVB-T/MPEG-4 na DVB-T2/HEVC.

### Cyfrowe nadajniki naziemne (multipleks drugi)[39]
| Miasto / stacja nadawcza          | Nr kanału | Moc [kW] | Częstotliwość (V. BETA) | Województwo         |
| --------------------------------- | --------- | -------- | ----------------------- | ------------------- |
| Białogard/RTCN Sławoborze         | 47        | 50       | 682 MHz                 | Zachodniopomorskie  |
| Białystok/RTCN Krynice            | 22        | 100      | 482 MHz                 | Podlaskie           |
| Bydgoszcz/RTCN Trzeciewiec        | 32        | 100      | 562 MHz                 | Kujawsko-pomorskie  |
| SLR Chruszczewka                  | 39        | 5        | 482 MHz                 | Mazowieckie         |
| Ciechanów/ul. Monte Cassino       | 44        | 2,5      | 658 MHz                 | Mazowieckie         |
| Częstochowa/RTCN Wręczyca         | 32        | 100      | 562 MHz                 | Śląskie             |
| Dęblin/RTCN Ryki                  | 44        | 20       | 658 MHz                 | Lubelskie           |
| SLR Dobromierz                    | 44        | 5        | 658 MHz                 | Świętokrzyskie      |
| Elbląg/RTON Jagodnik              | 44        | 10       | 658 MHz                 | Warmińsko-Mazurskie |
| Gdańsk/RTCN Chwaszczyno           | 44        | 100      | 658 MHz                 | Pomorskie           |
| Giżycko/RTCN Miłki                | 22        | 100      | 482 MHZ                 | Warmińsko-Mazurskie |
| Gniezno/RTCN Chojna               | 44        | 20       | 658 MHz                 | Wielkopolskie       |
| Gniezno/TON Dębowiec              | 45        | 4        | 666 MHz                 | Wielkopolskie       |
| Gorlice/TSR Maślana Góra          | 36        | 4,5      | 594 MHz                 | Małopolskie         |
| EKSP Grzywacz                     | 34        | 4        | 578 MHz                 | Zachodniopomorskie  |
| Iława/RTON Kisielice              | 38        | 100      | 610 MHz                 | Warmińsko-Mazurskie |
| Jelenia Góra/RTON Śnieżne Kotły   | 47        | 100      | 682 MHz                 | Dolnośląskie        |
| Kalisz/RTCN Mikstat               | 32        | 45       | 562 MHz                 | Wielkopolskie       |
| Kamieńsk/TSR Zwałowisko           | 45        | 10       | 666 MHz                 | Łódzkie             |
| Katowice/RTCN Kosztowy            | 23        | 100      | 490 MHz                 | Śląskie             |
| Kielce/RTCN Święty Krzyż          | 44        | 100      | 658 MHz                 | Świętokrzyskie      |
| Kłodzko/RTON Czarna Góra          | 47        | 50       | 682 MHz                 | Dolnośląskie        |
| Konin/RTCN Żółwieniec             | 45        | 100      | 666 MHz                 | Wielkopolskie       |
| Koszalin/RTCN Gołogóra            | 47        | 100      | 682 MHz                 | Zachodniopomorskie  |
| Kraków/RTCN Chorągwica            | 23        | 100      | 490 MHz                 | Małopolskie         |
| Leżajsk/RTCN Giedlarowa           | 41        | 100      | 634 MHz                 | Podkarpackie        |
| Lębork/RTON Skórowo Nowe          | 44        | 10       | 658 MHz                 | Pomorskie           |
| Lublin/RTCN Piaski                | 39        | 100      | 618 MHz                 | Lubelskie           |
| Łomża/TON Szosa Zambrowska        | 22        | 5        | 482 MHz                 | Podlaskie           |
| Łódź/SLR Dąbrowa                  | 45        | 26       | 666 MHz                 | Łódzkie             |
| Łódź/RTCN Zygry                   | 45        | 60       | 666 MHz                 | Łódzkie             |
| Olsztyn/RTCN Pieczewo             | 28        | 100      | 538 MHz                 | Warmińsko-Mazurskie |
| Opole/RTCN Chrzelice              | 23        | 100      | 490 MHz                 | Opolskie            |
| Ostrołęka/RTON Ławy               | 28        | 60       | 530 MHz                 | Mazowieckie         |
| Piła/RTCN Rusinowo                | 44        | 100      | 658 MHz                 | Zachodniopomorskie  |
| Płock/RTCN Rachocin               | 44        | 100      | 658 MHz                 | Mazowieckie         |
| Poznań/RTCN Śrem                  | 23        | 100      | 490 MHz                 | Wielkopolskie       |
| Przemyśl/RTCN Tatarska Góra       | 41        | 20       | 634 MHz                 | Podkarpackie        |
| Przysucha/RTCN Kozłowiec          | 44        | 50       | 658 MHz                 | Mazowieckie         |
| Rabka/RTON Luboń Wielki           | 36        | 10       | 594 MHz                 | Małopolskie         |
| SLR Różan                         | 41        | 6        | 634 MHz                 | Mazowieckie         |
| Rzeszów/RTCN Sucha Góra           | 32        | 100      | 562 MHz                 | Podkarpackie        |
| Siedlce/RTCN Łosice               | 39        | 50       | 618 MHz                 | Mazowieckie         |
| Skierniewice/RON Bartniki         | 29        | 10       | 538 MHz                 | Mazowieckie         |
| Solina/RTON Góra Jawor            | 32        | 20       | 562 MHz                 | Podkarpackie        |
| Suwałki/RTCN Krzemianucha         | 22        | 20       | 482 MHz                 | Podlaskie           |
| Szczawnica/RTON Przehyba          | 36        | 22       | 594 MHz                 | Małopolskie         |
| Szczecin/RTCN Kołowo              | 34        | 100      | 578 MHz                 | Zachodniopomorskie  |
| Ścięgny/TSR Pohulanka             | 45        | 0,01     | 666 MHz                 | Dolnośląskie        |
| TON Świerczów                     | 23        | 4        | 490 MHz                 | Opolskie            |
| Tarnobrzeg/TON Machów             | 41        | 5        | 634 MHz                 | Podkarpackie        |
| Tarnów/RTON Góra Świętego Marcina | 23        | 45       | 490 MHz                 | Małopolskie         |
| Tarnów/RTON Góra Świętego Marcina | 36        | 22       | 594 MHz                 | Małopolskie         |
| Wałbrzych/RTON Chełmiec           | 47        | 2        | 682 MHz                 | Dolnośląskie        |
| Warszawa/RCN Raszyn               | 29        | 100      | 538 MHz                 | Mazowieckie         |
| Warszawa/RTCN PKiN                | 29        | 3        | 538 MHz                 | Mazowieckie         |
| Wisła/RTON Skrzyczne              | 23        | 50       | 490 MHz                 | Śląskie             |
| Włodawa/SLR Żołnierzy WiN         | 39        | 1        | 618 MHz                 | Lubelskie           |
| Wrocław/RTCN Ślęża                | 47        | 100      | 682 MHz                 | Dolnośląskie        |
| Zakopane/RTON Gubałówka           | 36        | 20       | 594 MHz                 | Małopolskie         |
| Zamość/RTCN Tarnawatka            | 39        | 50       | 618 MHz                 | Lubelskie           |
| Zielona Góra/RTCN Jemiołów        | 45        | 100      | 666 MHz                 | Lubuskie            |
| Żagań/RTCN Wichów                 | 45        | 50       | 666 MHz                 | Lubuskie            |

### Multipleksy lokalne
| miasto/stacja nadawcza                     | nr kanału | moc [kW] | częstotliwość (V. BETA) | województwo  |
| ------------------------------------------ | --------- | -------- | ----------------------- | ------------ |
| Ornontowice – komin KWK Budryk             | 47        | 2        | 682 MHz                 | Śląskie      |
| Rybnik – komin Elektrowni Rybnik           | 47        | 10       | 682 MHz                 | Śląskie      |
| Świdnica – BTS przy ul. Skłodowskiej-Curie | 24        | 2        | 522 MHz                 | Dolnośląskie |
| Wrocław – budynek Sky Tower                | 24        | 2        | 522 MHz                 | Dolnośląskie |

### Satelita
Dane techniczne przekazu cyfrowego z satelity Hot Bird 9:
|               | emisja analogowa      | emisja SD                                        | emisja HD                                        |
| ------------- | --------------------- | ------------------------------------------------ | ------------------------------------------------ |
| Satelita      | EUTELSAT Hot Bird (9) | EUTELSAT Hot Bird 13C (9)                        |                                                  |
| Pozycja       | 13°E                  | 13°E                                             | 13°E                                             |
| Transponder   | 14                    | 10                                               | 16                                               |
| Częstotliwość | 11,489 GHz PAL        | 11,393 GHz DVB-S QPSK                            | 11,508 GHz DVB-S2 8PSK                           |
| Polaryzacja   | V                     | V                                                | V                                                |
| Symbol Rate   | n.d                   | 27500 Ms/s                                       | 27500                                            |
| FEC           | n.d                   | 5/6                                              | 3/4                                              |
| Kodowanie     | FTA                   | Conax, Mediaguard 4, Nagravision 3, Viaccess 3.0 | Conax, Mediaguard 3, Nagravision 3, Viaccess 3.0 |
| Uwagi         | 11.2000 – 15.12.2008  | 20.04.2006 – 25.10.2017 (od 3.11.2016 w DVB-S2)  | 30.08.2007 (na tym tp od 17.07.2011)             |

## Archiwum nadawania

### Analogowe nadajniki naziemne, z których transmitowany był sygnał TVN
23 lipca 2013 TVN zakończył analogowe nadawanie naziemne, jako jedna z ostatnich stacji telewizyjnych nadawanych analogowo drogą naziemną i od tego dnia TVN w sposób naziemny emitowany jest już tylko cyfrowo.

#### Archiwum nadajników TVN
Analogowy TVN nadawał za pomocą 34 nadajników, z których nie dzielił pasma ze stacjami lokalnymi.
| Miasto/Lokalizacja               | Kanał | Częstotliwość [MHz] | Częstotliwość [MHz] | Moc [kW] | Stereo (NICAM) |
| Miasto/Lokalizacja               | Kanał | Wizja               | Fonia               | Moc [kW] | Stereo (NICAM) |
| -------------------------------- | ----- | ------------------- | ------------------- | -------- | -------------- |
| Białogard/RTCN Sławoborze        | 32    | 559,25              | 565,75              | 100      | Tak            |
| Białystok/RTON Cieszyńska        | 41    | 631,25              | 637,75              | 1        | Tak            |
| Bielsko-Biała/SLR Cieszyńska     | 56    | 751,25              | 757,75              | 2        | Tak            |
| Bydgoszcz/RTCN Trzeciewiec       | 21    | 471,25              | 477,75              | 20       | Tak            |
| Chełm/SLR Kumowa Dolina          | 38    | 607,25              | 613,75              | 1        | Tak            |
| Częstochowa/TON Błeszno          | 11    | 215,25              | 221,75              | 0,3      | Tak            |
| Gdańsk/RTON Jaśkowa Kopa         | 59    | 775,25              | 781,75              | 20       | Tak            |
| Gdynia/RkCN Oksywie              | 59    | 839,25              | 745,75              | 20       | Tak            |
| Gołdap/TON Piękna Góra           | 21    | 535,25              | 541,75              | 0,2      | Tak            |
| Katowice/RTCN Kosztowy           | 32    | 559,25              | 565,75              | 30       | Tak            |
| Kędzierzyn-Koźle/SLR Piramowicza | 29    | 535,25              | 541,75              | 0,1      | Tak            |
| Kielce/SLR Targowa               | 24    | 495,25              | 501,75              | 5        | Tak            |
| Konin/TON 11 Listopada           | 40    | 623,25              | 629,75              | 5        | Tak            |
| Kraków/RTCN Chorągwica           | 30    | 543,25              | 549,75              | 10       | Tak            |
| Lublin/RTON Raabego              | 41    | 631,25              | 637,75              | 1        | Tak            |
| Łódź/TON Sienkiewicza            | 21    | 471,25              | 477,75              | 10       | Tak            |
| Olsztyn/RTCN Pieczewo            | 41    | 631,25              | 637,75              | 1        | Tak            |
| Opole/SLR Korfantego             | 33    | 567,25              | 573,75              | 4,2      | Tak            |
| Piła/TON Staszyce                | 26    | 511,25              | 517,75              | 1        | Tak            |
| Poznań/SLR Piątkowo              | 47    | 679,25              | 685,75              | 10       | Tak            |
| Przemyśl/RTCN Tatarska Góra      | 31    | 551,25              | 557,75              | 3        | Tak            |
| Radom/RON Wacyn                  | 53    | 727,25              | 733,75              | 1        | Tak            |
| Rzeszów/RTON Baranówka           | 53    | 727,25              | 733,75              | 1        | Tak            |
| Stalowa Wola/TSR Mostostal       | 49    | 471,25              | 477,75              | 0,1      | Tak            |
| Suwałki/TON Pułaskiego           | 41    | 631,25              | 637,75              | 1        | Tak            |
| Szczecin/RTCN Kołowo             | 36    | 591,25              | 597,75              | 10       | Tak            |
| Tarnów/RTON Góra św. Marcina     | 35    | 583,25              | 589,75              | 10       | Tak            |
| Toruń/SLR Moniuszki              | 26    | 511,25              | 517,75              | 1        | Tak            |
| Wałbrzych/RTON Chełmiec          | 56    | 751,25              | 757,75              | 0,4      | Tak            |
| Warszawa/Warszawa/PKiN           | 34    | 575,25              | 581,75              | 3        | Tak            |
| Warszawa/RTCN Raszyn             | 35    | 583,25              | 589,75              | 100      | Tak            |
| Wrocław/RTON Żórawina            | 56    | 751,25              | 757,75              | 10       | Tak            |
| Zakopane/RTON Gubałówka          | 28    | 527,25              | 533,75              | 1        | Tak            |
| Zamość/SLR Partyzantów           | 56    | 751,25              | 757,75              | 3        | Tak            |

#### Stacje lokalne retransmitujące TVN
TVN dzielił pasmo programowe ze stacjami lokalnymi, emitowanymi z następujących nadajników:
- NTL Radomsko (Radomsko *Amelin*, kanał 9, moc 1 kW)
- TVT (Rybnik *Chwałowice*, kanał 22, moc 0,2 kW; Żory *ul. Węglowa*, kanał 30, moc 0,2 kW)
- Telewizja Łużyce (Lubań *RTON Nowa Karczma*, kanał 51, moc 10 kW)

## Współpraca

### Współpraca ogólnopolska
Stacja współpracuje z klasami dziennikarskimi XXI LO w Warszawie im. Hugona Kołłątaja, I LO w Jarosławiu im. Mikołaja Kopernika.

### Współpraca międzynarodowa
TVN jest członkiem European News Exchange – organizacji skupiającej 37 komercyjnych stacji telewizyjnych z całego świata (większość członków to stacje europejskie) i CNN.

## Nagrody i wyróżnienia
- Czerwona Kokardka (2006)[44]

## Kontrowersje

### Oskarżenia o nadużycia pracownicze
- Na początku lutego 2015 tygodnik „Wprost” opublikował artykuł mówiący o molestowaniu seksualnym pracownic przez znanego dziennikarza telewizyjnego. O sprawie opowiadała jego była podwładna, która z tego powodu zrezygnowała z pracy. W tekście nie padły ani nazwisko dziennikarza, ani nazwa stacji, w której pracuje. Określono go jako „szefa zespołu bardzo popularnej stacji telewizyjnej”[45]. Tuż po publikacji artykułu w Internecie pojawiły się jednak spekulacje co do tożsamości dziennikarza, którym miał być Kamil Durczok, ówczesny szef Faktów, który temu zaprzeczył[46]. W reakcji na doniesienia medialne TVN powołał niezależną komisję, która miała na celu zweryfikowanie rozpowszechnianych publicznie twierdzeń[47]. Równocześnie Państwowa Inspekcja Pracy wszczęła kontrolę w tej sprawie[48]. W tym samym miesiącu na łamach tygodnika ukazały się kolejne artykuły, w których otwarcie opisano przypadki mobbingu i molestowania pracownic przez Durczoka[49][50]. W marcu tego samego roku po zakończeniu prac przez komisję TVN potwierdzono, że miały miejsce trzy przypadki stosowania mobbingu i molestowania. Mimo niewymienienia Durczoka jako sprawcy rozwiązano z nim umowę za porozumieniem stron[51]. Miesiąc później PIP zakończyła inspekcję w TVN, stwierdzając m.in., że w działaniach zapobiegających mobbingowi i molestowaniu prowadzonych przez TVN zabrakło „klarownej informacji o trybie zgłaszania przypadków niepożądanych zachowań pracowników”, jednak we wnioskach końcowych nie odniesiono się do spraw dotyczących Durczoka[52].
- W październiku 2022 Anna Wendzikowska w swoim wpisie w mediach społecznościowych oskarżyła redakcję Dzień dobry TVN o mobbing, którego miała doświadczać przez wiele lat swojej pracy dla TVN. Jak zaznaczyła we wpisie, w redakcji była poniżana i gnębiona, a w odpowiedzi na pytania o oglądalność swojego programu otrzymywała nieprawdziwe informacje. Pod jej wpisem znalazł się komentarz dodany z oficjalnego konta stacji TVN, w którym potwierdzono, że „w redakcji DD TVN zdarzały się niestety zachowania, które nie powinny były mieć miejsca w dobrze zarządzanej, przyjaznej firmie, jaką chcemy, żeby był TVN”[53]. Wkrótce po wpisie Wendzikowskiej Kamil Różalski, przez 23 lata operator obrazu w TVN, poinformował o toczących się dwóch procesach sądowych przeciwko TVN za poważne naruszenia praw pracowniczych, zwłaszcza wobec grupy osób, które kilka lat wcześniej pod presją zwierzchników miały przejść z umów o pracę na umowy cywilnoprawne. Według Różalskiego w takiej formie związanych było w pewnym okresie z nadawcą 1,8 tys. osób. We wpisie w mediach społecznościowych oskarżył nadawcę m.in. o „mobbing, wykluczenie zawodowe, szantaż, odwet”[54][55].
- W sierpniu 2023 sąd drugiej instancji oddalił apelację TVN w procesie, jaki w imieniu Roberta Jałochy, byłego reportera TVN24 i Faktów TVN, wytoczył stacji inspektor pracy. Zgodnie z prawomocnym wyrokiem sądu TVN zatrudniając reportera przez cztery lata na umowie o dzieło, obchodził prawo pracy[56], w związku z czym został zobowiązany do zapłacenia zaległych składek ZUS. We wrześniu tego samego roku Jałocha poinformował, że stacja nie wykonała wyroku w wyznaczonym terminie[57].

### Kary nałożone przez KRRiT
- W marcu 2002 stacja została ukarana karą wynoszącą 300 tys. zł za emisję treści erotycznych i scen przemocy przed godz. 23.00 w trzeciej edycji reality show Big Brother – Bitwa[58]. Nadawca starał się w sądzie o uchylenie decyzji, a w końcu zawarł z regulatorem ugodę w październiku 2003: wpłacił do budżetu państwa 50 tys. zł, 100 tys. zł przekazał Fundacji TVN, natomiast 150 tys. kary umorzono[59].
- W kwietniu 2008 KRRiT ukarała TVN w wysokości 471 tysięcy złotych za odcinek Kuby Wojewódzkiego. Prowadzący namówił gości do wbicia flagi Polski w psie odchody[60].
- W marcu 2011 KRRiT ukarała stację za odcinek Rozmów w toku z października 2010 roku[61] oraz w 2015 KRRiT nałożyła karę w wysokości 250 tysięcy złotych za wyemitowane w 2012 roku 4 odcinki programu, które przedstawiały wulgarne i drastyczne treści w porze chronionej (między 15:00 i 16:00)[62].
- W lipcu 2012 przewodniczący KRRiT podjął decyzję o ukaraniu TVN za odcinek programu Top Model za łamanie przepisów ustawy o radiofonii i telewizji w zakresie ochrony małoletnich i rozpowszechnianie treści dyskryminujących w programie. Stacja karę w wysokości 150 tysięcy złotych zapłaciła w 2015 roku[63].
- W lipcu 2013 KRRiT nałożył 100 tys. zł kary na TVN za emisję „treści pełnych przykładów patologicznych zachowań, wulgaryzmów, agresji, pogardy i wrogości” w programie Sędzia Anna Maria Wesołowska. Stacja odwołała się od decyzji KRRiT[64]. W styczniu 2024 Sąd Apelacyjny w Warszawie uprawomocnił wyrok[65].
- W grudniu 2017 Krajowa Rada Radiofonii i Telewizji nałożyła na telewizję karę w wysokości 1 mln 479 tys. zł za sposób relacjonowania kryzysu sejmowego w dniach 16–18 grudnia 2016 (m.in. za „propagowanie działań sprzecznych z prawem oraz sprzyjających zachowaniom zagrażającym bezpieczeństwu” oraz „rezygnacji przez dziennikarzy TVN24 z przedstawienia widzom informacji o prawnej ocenie blokowania sali plenarnej Sejmu”)[66][67]. Rada oparła się na ekspertyzie wykonanej przez Hannę Karp z Wyższej Szkoły Kultury Społecznej i Medialnej w Toruniu[66]. Miała to być najwyższa kara w historii KRRiT[66]. W styczniu 2018 KRRiT anulowała tę karę[68].
- W lutym 2020 roku KRRiT nałożyła na TVN 20 tys. zł kary za emisję filmu Sztuka kochania. Historia Michaliny Wisłockiej o godz. 20:00 o oznaczeniem „od lat 16”, nie zaś po 23:00 z oznaczeniem „tylko dla widzów pełnoletnich”. Nadawca dwukrotnie odwoływał się od nałożonej kary, jednak odwołania te zostały oddalone zarówno przez Sąd Okręgowy w Warszawie we wrześniu 2022, jak i Sąd Apelacyjny w Warszawie rok później[69].
- We wrześniu 2022 KRRiT nałożyła karę w wysokości 30 tys. zł w związku z autopromocją gali jesiennej ramówki w Faktach, co stanowiło emisję ukrytego przekazu handlowego w audycji informacyjnej[70].
- W czerwcu 2023 KRRiT nałożyła karę w wysokości 70 tys. zł za nadmierne lokowanie produktu w programie Dzień dobry wakacje[71].
- 6 marca 2024 KRRiT nałożyła karę w wysokości 550 tys. zł za film dokumentalny „Bielmo. Franciszkańska 3" oceniając go jako „niespełniający kryteriów reportażu i standardów etyki dziennikarskiej”. Michał Samul, redaktor naczelny TVN 24 i „Faktów” TVN stwierdził, że ta decyzja „godzi w wolność mediów i jest próbą wprowadzenia cenzury”[72].
- 21 listopada 2024 KRRiT nałożyła karę w wysokości 142 tys. zł za reportaż „29 lat bezkarności. Fenomen ojca Tadeusza”, na temat założyciela Radia Maryja o. Tadeusza Rydzyka. Materiał - jak wyjaśnił szef KRRiT - zawiera treści dyskryminujące i nawołujące do nienawiści[73].

### FilmHolding
19 grudnia 2021 na antenie stacji telewizyjnych TVP1 i TVP Info oraz w internecie w serwisie vod.tvp.pl ukazał się film pt. Holding będący reportażem autorstwa Marcina Tulickiego poświęcony powstaniu i działalności stacji telewizyjnej i całej Grupy TVN. Publicyści wypowiadający się w filmie m.in. Jacek Karnowski („Sieci”), Rafał Ziemkiewicz („Do Rzeczy”) oraz Dorota Kania (redaktor naczelna wydawnictwa Polska Press) krytykowali TVN jako stację założoną w „niejasnych okolicznościach i za pieniądze z wątpliwego źródła”. W filmie wykorzystano archiwalne materiały z okresu PRL i lat 90. XX wieku. Po emisji filmu wpłynęły dwie skargi do Krajowej Rady Radiofonii i Telewizji wobec Telewizji Polskiej będącej producentem filmu, w których zarzuca się filmowi, że jest to szkalujący i prześmiewczy materiał o stacji telewizyjnej TVN.

### Inne
- Krytyce polegającej na naruszeniu bezstronności było poddane zdjęcie z anteny programu Szymon Majewski Show po tym, gdy Edward Miszczak przyznał, że przyczyną zdjęcia były żarty z będącej wówczas u władzy Platformy Obywatelskiej[76].
- W 2014 w programie Na językach wyemitowano prześmiewczy materiał, który sugerował, że Katarzyna Zielińska paliła papierosy, będąc w ciąży (w rzeczywistości przedstawiał on kobietę bardzo podobną do Zielińskiej). W 2018 stacja przegrała proces o naruszenie dóbr osobistych wytoczony przez Zielińską i opublikowała przeprosiny[77] .

## Galeria sprzętu transmisyjnego

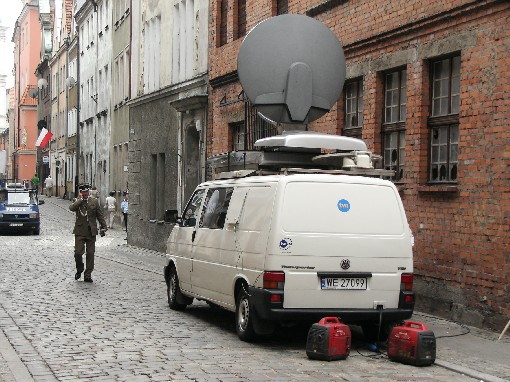
Wóz reporterski na bazie VW Transportera. Wykorzystywany przez ośrodki regionalne TVN i TVN24
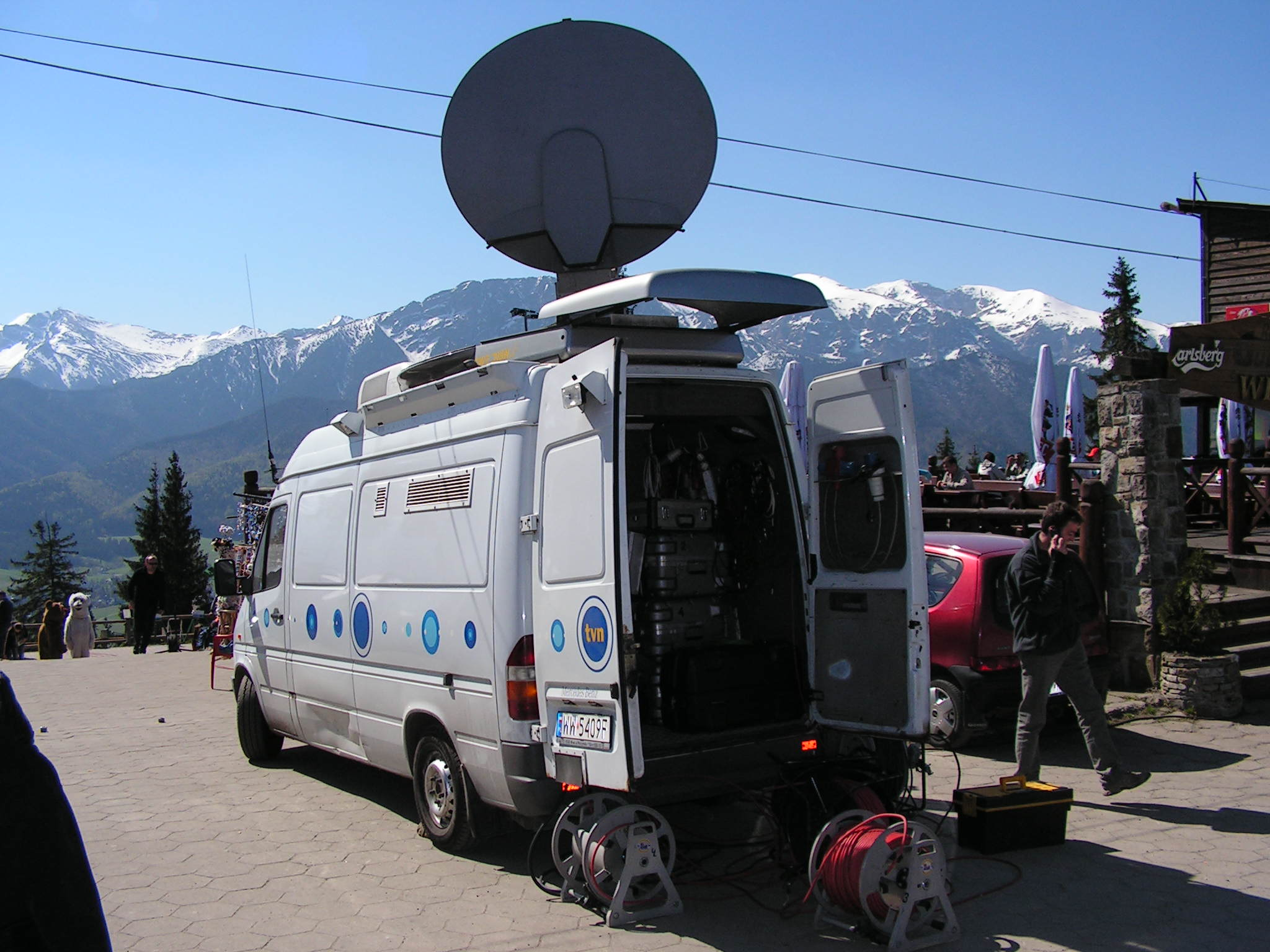
Wóz transmisyjny TVN-u
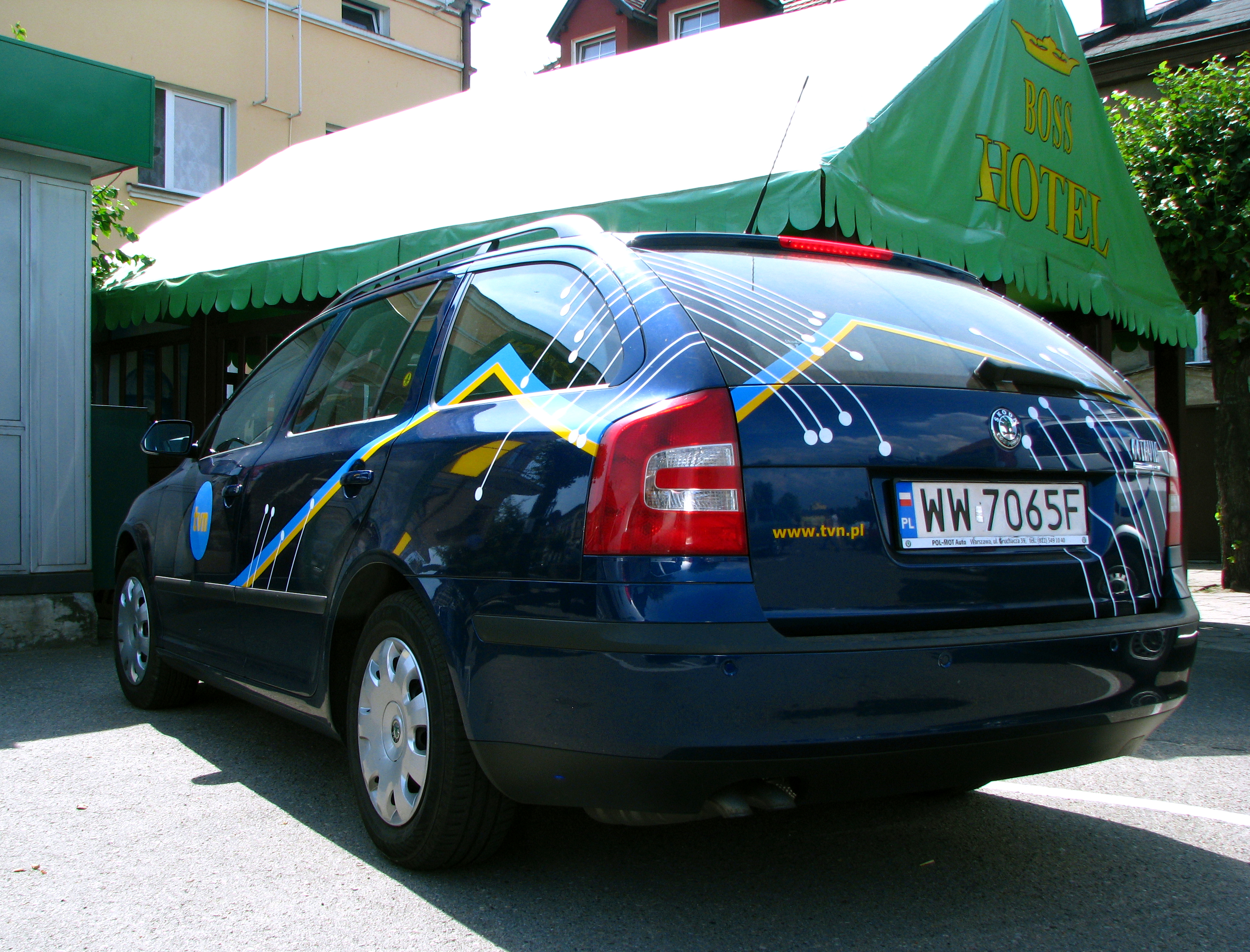
Osobowy wóz reporterski TVN. Skoda Octavia
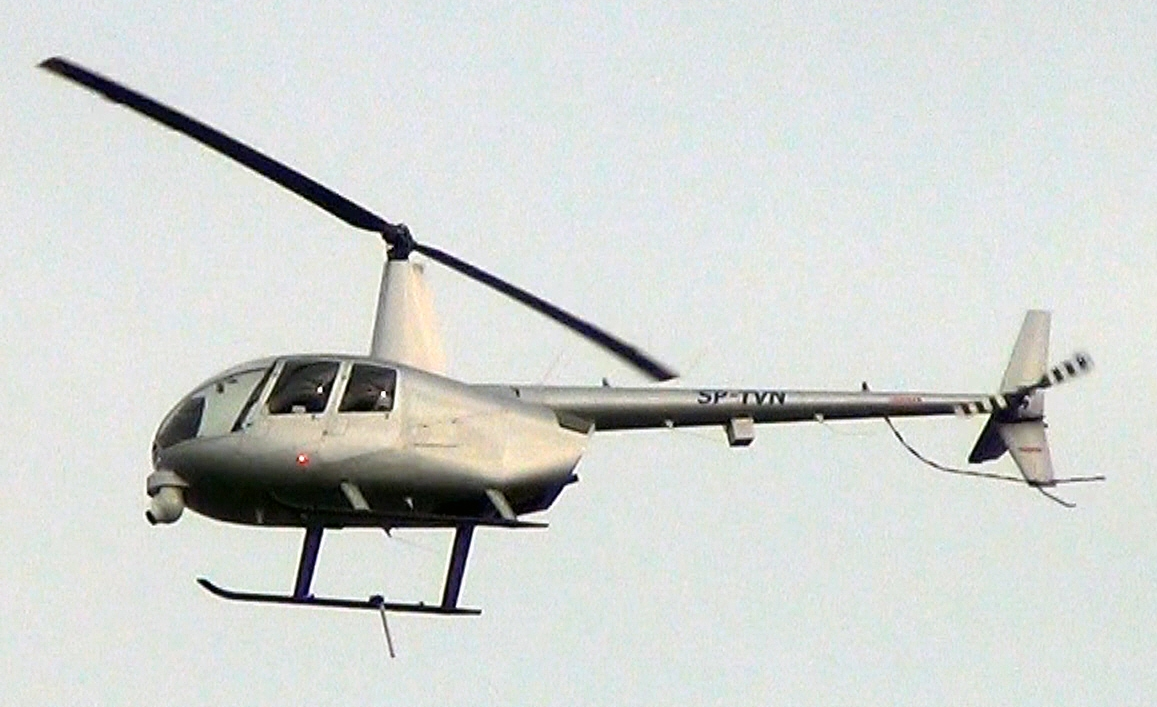
„Błękitny” – śmigłowiec TVN-u zarejestrowany jako SP-TVN

## Nazwa
Rozwinięcie skrótu TVN miało znaczyć „telewizja niezależna”, „telewizja nowa” (TV Nowa). TVN początkowo miał się nazywać TV7[wymaga weryfikacji?].

## Logo
Znak graficzny TVN został wprowadzony 3 października 1997. W kolejnych latach, wraz z wprowadzaniem nowych identyfikacji wizualnych, jego barwy ulegały drobnym modyfikacjom. 1 marca 2024 roku po raz pierwszy dokonano znacznych zmian w logo.
Od początku logo ekranowe stacji znajduje się w prawym górnym rogu. Jest ono półprzeźroczyste z wpisanymi w nie bezbarwnymi literami. Podczas programów na żywo pod logo umieszczany jest dopisek „na żywo”.
W latach 1997–2000 podczas pasm lokalnych pod logo umieszczony był napis ośrodka, skąd był nadawany program (Północ, Łódź, Warszawa, Południe). 

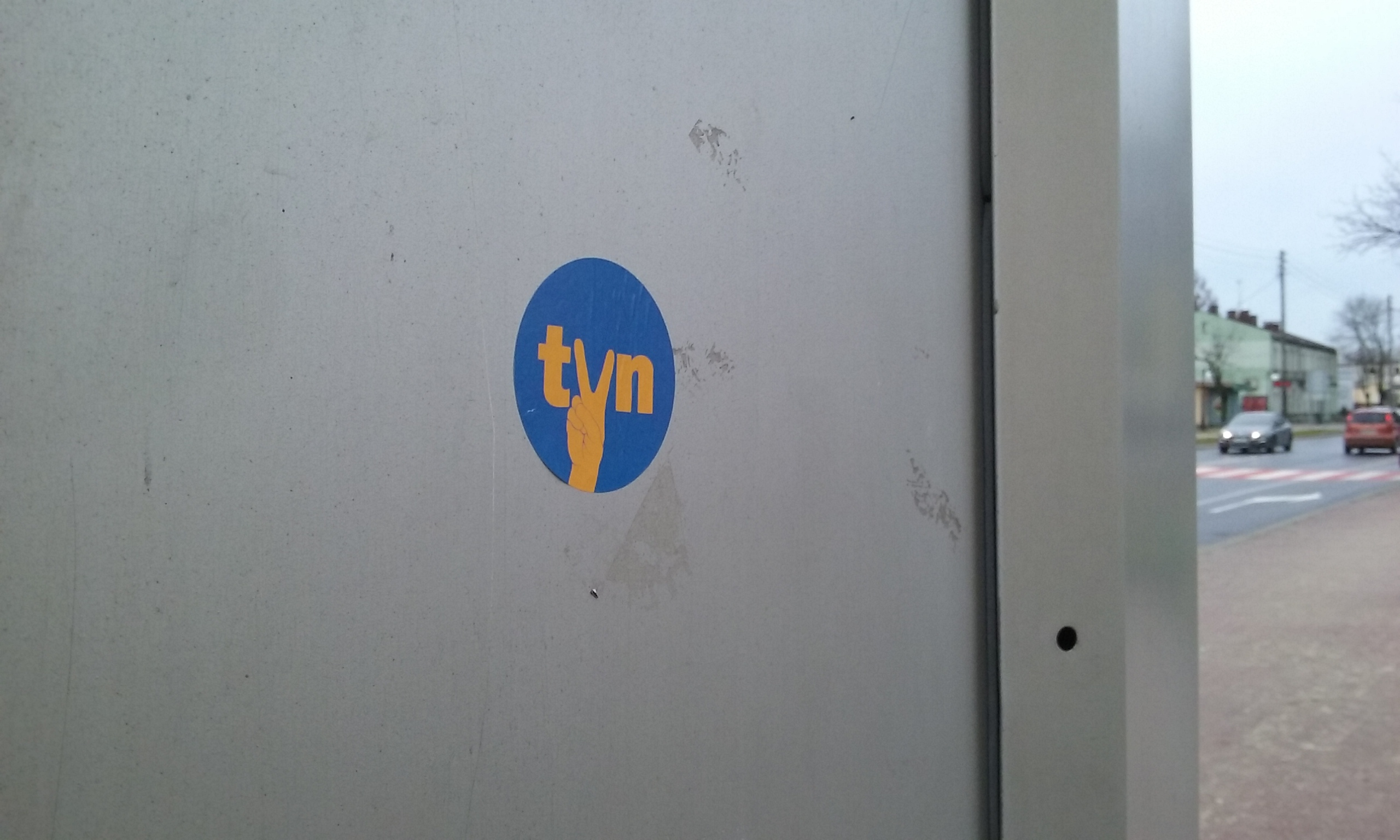
Naklejka z manifestacji przeciwko nowelizacji ustawy o radiofonii i telewizji, którą w mediach nazwano „lex anty-TVN”. Przystanek autobusowy w Tomaszowie Mazowieckim

Do 27 lutego 2000 roku TVN oznaczał tzw. „filmy dla dorosłych”. Podczas filmów dla dorosłych białe logo stacji na początku filmu i po każdym bloku reklam migało na czerwono.
Na czas żałoby narodowej TVN do logo dodaje wstążkę żałobną.
3 października 2007 z okazji 10-lecia TVN logo było w postaci liczby 10 (po lewej stronie obok loga widniała cyfra 1).
22 czerwca 2011 roku z okazji 10-lecia fundacji TVN „Nie jesteś sam” logo stacji przybrało kształt serca.
Od 30 września do 23 października 2017 roku logo TVN zostało zmienione z okazji 20-lecia. Klasyczne kółko zostało nieco postrzępione, z lewej strony stylizowana cyfra „2”, a w prawym górnym rogu stylizowane „R” w kółku. Dodatkowo, na kanale HD w prawym dolnym rogu stylizowane literki „HD”.
Standardową typografią stacji była początkowo Helvetica. Wraz ze zmianą oprawy graficznej w marcu 2002 zmieniono ją na Benton Sans, z zapisem małymi literami. Pozostawiono ją podczas jej zmiany z początkiem 2008 roku, jednak podczas wprowadzania nowej oprawy graficznej we wrześniu 2013 typografię ponownie zmieniono. Do 2024 roku było nią FF DIN z zapisem dużymi literami.
| Data wprowadzenia   | Opis                                                                                         | Ilustracja |
| ------------------- | -------------------------------------------------------------------------------------------- | ---------- |
| 3 października 1997 | Niebieskie koło z wpisanymi w nie pomarańczowymi literami tvn.                               |            |
| 1 marca 2024        | Podobne do poprzedniego, jednak koło ma granatowo-błękitny gradient, a napis tvn jest biały. |            |